# Гуго Ибелин (1255—1315)
Гуго Ибелин (ок. 1255 — 21 июня 1315, Кирения) — представитель влиятельного кипрского феодального рода Ибелинов, один из участников мятежа баронов против короля Генриха II де Лузиньяна и установления регентства в 1306 году.
Гуго Ибелин был пятым и самым младшим сыном сенешаля Кипрского королевства Балдуина Ибелина и Алисы Бефсанской. В 1303 или 1304 году с позволения папы римского Бонифация VIII женился на Алисе Ле Тор, дочери Жана Ле Тора.
О деятельности Гуго Ибелина при королевском дворе практически ничего не известно до 1306 года, когда он принял активное участие в заговоре, направленном на отстранение от власти заболевшего короля Генриха II де Лузиньяна и установление регентства его брата Амори Тирского. Одним из руководителей заговора был его племянник, зять короля Балиан Ибелин, носивший титул князя Галилейского. Согласно хронике Леонтия Махеры, именно Гуго Ибелин по поручению заговорщиков 26 апреля 1306 года зачитал в королевском дворце перед королём, народом и сеньорами хартию о назначении регентства и передаче управления королевством в руки Амори Тирского. После этого Гуго Ибелин входил в свиту регента Амори.
После убийства регента Амори Тирского в 1310 году и возвращении власти королю Гуго Ибелин вероятно подвергся опале. В 1312 году он был арестован по приказу короля Генриха II и брошен в тюрьму в подземельях Кирении, где и умер от голода три года спустя. Хроника Амади сообщает, что Гуго Ибелин был обнаружен мёртвым в одной из темниц Кирении 21 июня (или 21 июля) 1315 года. Тело Гуго было захоронено в церкви Святого Антония.
В браке Гуго Ибелина с Алисой ле Тор родилось трое детей:
- Балдуин (род. 1304/1307);
- Мария (1304/1307 — после 1347), с 1325 года была замужем за Балдуином Бефсанским;
- Маргарита (1304/1307 — после 1343), с ок. 1320 года была замужем за сеньором Арсуфа Балианом V Ибелином[1].